# Grand Prix Formule 1 van Monaco 2021
De Grand Prix Formule 1 van Monaco 2021 werd gereden op 23 mei op het Circuit de Monaco in Monte Carlo. Het was de vijfde race van het seizoen.

## Vrije trainingen

### Uitslagen
- Enkel de top vijf wordt weergegeven.

| Vrije training 1 | Pos. | Nr. | Coureur          | Constructeur     | Tijd     |
| ---------------- | ---- | --- | ---------------- | ---------------- | -------- |
| Vrije training 1 | 1    | 11  | Sergio Pérez     | Red Bull-Honda   | 1:12.487 |
| Vrije training 1 | 2    | 55  | Carlos Sainz jr. | Ferrari          | 1:12.606 |
| Vrije training 1 | 3    | 33  | Max Verstappen   | Red Bull-Honda   | 1:12.648 |
| Vrije training 1 | 4    | 10  | Pierre Gasly     | AlphaTauri-Honda | 1:12.929 |
| Vrije training 1 | 5    | 44  | Lewis Hamilton   | Mercedes         | 1:12.995 |
| Vrije training 2 | Pos. | Nr. | Coureur          | Constructeur     | Tijd     |
| Vrije training 2 | 1    | 16  | Charles Leclerc  | Ferrari          | 1:11.684 |
| Vrije training 2 | 2    | 55  | Carlos Sainz jr. | Ferrari          | 1:11.796 |
| Vrije training 2 | 3    | 44  | Lewis Hamilton   | Mercedes         | 1:12.074 |
| Vrije training 2 | 4    | 33  | Max Verstappen   | Red Bull-Honda   | 1:12.081 |
| Vrije training 2 | 5    | 77  | Valtteri Bottas  | Mercedes         | 1:12.107 |
| Vrije training 3 | Pos. | Nr. | Coureur          | Constructeur     | Tijd     |
| Vrije training 3 | 1    | 33  | Max Verstappen   | Red Bull-Honda   | 1:11.294 |
| Vrije training 3 | 2    | 55  | Carlos Sainz jr. | Ferrari          | 1:11.341 |
| Vrije training 3 | 3    | 16  | Charles Leclerc  | Ferrari          | 1:11.552 |
| Vrije training 3 | 4    | 77  | Valtteri Bottas  | Mercedes         | 1:11.765 |
| Vrije training 3 | 5    | 11  | Sergio Pérez     | Red Bull-Honda   | 1:11.817 |

## Kwalificatie
Charles Leclerc behaalde de achtste pole position in zijn carrière.
| Pos.                   | Nr. | Coureur            | Constructeur          | Kwalificatietijden | Kwalificatietijden | Kwalificatietijden | Grid |
| Pos.                   | Nr. | Coureur            | Constructeur          | Q1                 | Q2                 | Q3                 | Grid |
| ---------------------- | --- | ------------------ | --------------------- | ------------------ | ------------------ | ------------------ | ---- |
| 1                      | 16  | Charles Leclerc    | Ferrari               | 1:11.113           | 1:10.597           | 1:10.346           | 1    |
| 2                      | 33  | Max Verstappen     | Red Bull-Honda        | 1:11.124           | 1:10.650           | 1:10.576           | 2    |
| 3                      | 77  | Valtteri Bottas    | Mercedes              | 1:10.938           | 1:10.695           | 1:10.601           | 3    |
| 4                      | 55  | Carlos Sainz jr.   | Ferrari               | 1:11.324           | 1:10.806           | 1:10.611           | 4    |
| 5                      | 4   | Lando Norris       | McLaren-Mercedes      | 1:11.321           | 1:11.031           | 1:10.620           | 5    |
| 6                      | 10  | Pierre Gasly       | AlphaTauri-Honda      | 1:11.560           | 1:11.310           | 1:10.900           | 6    |
| 7                      | 44  | Lewis Hamilton     | Mercedes              | 1:11.622           | 1:11.116           | 1:11.095           | 7    |
| 8                      | 5   | Sebastian Vettel   | Aston Martin-Mercedes | 1:12.078           | 1:11.309           | 1:11.419           | 8    |
| 9                      | 11  | Sergio Pérez       | Red Bull-Honda        | 1:11.644           | 1:11.019           | 1:11.573           | 9    |
| 10                     | 99  | Antonio Giovinazzi | Alfa Romeo-Ferrari    | 1:11.658           | 1:11.409           | 1:11.779           | 10   |
| 11                     | 31  | Esteban Ocon       | Alpine-Renault        | 1:11.740           | 1:11.486           |                    | 11   |
| 12                     | 3   | Daniel Ricciardo   | McLaren-Mercedes      | 1:11.747           | 1:11.598           |                    | 12   |
| 13                     | 18  | Lance Stroll       | Aston Martin-Mercedes | 1:11.979           | 1:11.600           |                    | 13   |
| 14                     | 7   | Kimi Räikkönen     | Alfa Romeo-Ferrari    | 1:11.899           | 1:11.642           |                    | 14   |
| 15                     | 63  | George Russell     | Williams-Mercedes     | 1:12.016           | 1:11.830           |                    | 15   |
| 16                     | 22  | Yuki Tsunoda       | AlphaTauri-Honda      | 1:12.096           |                    |                    | 16   |
| 17                     | 14  | Fernando Alonso    | Alpine-Renault        | 1:12.205           |                    |                    | 17   |
| 18                     | 6   | Nicholas Latifi    | Williams-Mercedes     | 1:12.366           |                    |                    | 18   |
| 19                     | 9   | Nikita Mazepin     | Haas-Ferrari          | 1:12.958           |                    |                    | 19   |
| Q1 107% tijd: 1:15.903 |     |                    |                       |                    |                    |                    |      |
| DNQ                    | 47  | Mick Schumacher    | Haas-Ferrari          | Geen tijd *        |                    |                    | 20   |

* Mick Schumacher kon niet deelnemen aan de kwalificatie omdat zijn auto te zwaar beschadigd was na een ongeluk tijdens vrije training 3.

## Wedstrijd
Max Verstappen behaalde de twaalfde Grand Prix-overwinning in zijn carrière.
| Pos.               | Nr. | Coureur            | Constructeur          | Rondes | Tijd / Oorzaak uitval | Grid | Punten |
| ------------------ | --- | ------------------ | --------------------- | ------ | --------------------- | ---- | ------ |
| 1                  | 33  | Max Verstappen     | Red Bull-Honda        | 78     | 1:38:56.820           | 2    | 25     |
| 2                  | 55  | Carlos Sainz jr.   | Ferrari               | 78     | +8.968                | 4    | 18     |
| 3                  | 4   | Lando Norris       | McLaren-Mercedes      | 78     | +19.427               | 5    | 15     |
| 4                  | 11  | Sergio Pérez       | Red Bull-Honda        | 78     | +20.490               | 9    | 12     |
| 5                  | 5   | Sebastian Vettel   | Aston Martin-Mercedes | 78     | +52.591               | 8    | 10     |
| 6                  | 10  | Pierre Gasly       | AlphaTauri-Honda      | 78     | +53.896               | 6    | 8      |
| 7                  | 44  | Lewis Hamilton     | Mercedes              | 78     | +1:08.231             | 7    | 7S     |
| 8                  | 18  | Lance Stroll       | Aston Martin-Mercedes | 77     | +1 ronde              | 13   | 4      |
| 9                  | 31  | Esteban Ocon       | Alpine-Renault        | 77     | +1 ronde              | 11   | 2      |
| 10                 | 99  | Antonio Giovinazzi | Alfa Romeo-Ferrari    | 77     | +1 ronde              | 10   | 1      |
| 11                 | 7   | Kimi Räikkönen     | Alfa Romeo-Ferrari    | 77     | +1 ronde              | 14   |        |
| 12                 | 3   | Daniel Ricciardo   | McLaren-Mercedes      | 77     | +1 ronde              | 12   |        |
| 13                 | 14  | Fernando Alonso    | Alpine-Renault        | 77     | +1 ronde              | 17   |        |
| 14                 | 63  | George Russell     | Williams-Mercedes     | 77     | +1 ronde              | 15   |        |
| 15                 | 6   | Nicholas Latifi    | Williams-Mercedes     | 77     | +1 ronde              | 18   |        |
| 16                 | 22  | Yuki Tsunoda       | AlphaTauri-Honda      | 77     | +1 ronde              | 16   |        |
| 17                 | 9   | Nikita Mazepin     | Haas-Ferrari          | 75     | +3 rondes             | 19   |        |
| 18                 | 47  | Mick Schumacher    | Haas-Ferrari          | 75     | +3 rondes             | 20   |        |
| DNF                | 77  | Valtteri Bottas    | Mercedes              | 29     | Wielmoer              | 3    |        |
| DNS                | 16  | Charles Leclerc    | Ferrari               | 0      | Aandrijfas            | 1    |        |
| Bron: formula1.com |     |                    |                       |        |                       |      |        |

S Lewis Hamilton behaalde een punt extra voor het rijden van de snelste ronde.

## Tussenstanden wereldkampioenschap
Betreft tussenstanden voor het wereldkampioenschap na afloop van de race.

### Coureurs
| Pos. | Nr. | Coureur          | Constructeur     | Punten |
| ---- | --- | ---------------- | ---------------- | ------ |
| 1    | 33  | Max Verstappen   | Red Bull-Honda   | 105    |
| 2    | 44  | Lewis Hamilton   | Mercedes         | 101    |
| 3    | 4   | Lando Norris     | McLaren-Mercedes | 56     |
| 4    | 77  | Valtteri Bottas  | Mercedes         | 47     |
| 5    | 11  | Sergio Pérez     | Red Bull-Honda   | 44     |
| 6    | 16  | Charles Leclerc  | Ferrari          | 40     |
| 7    | 55  | Carlos Sainz jr. | Ferrari          | 38     |
| 8    | 3   | Daniel Ricciardo | McLaren-Mercedes | 24     |
| 9    | 10  | Pierre Gasly     | AlphaTauri-Honda | 16     |
| 10   | 31  | Esteban Ocon     | Alpine-Renault   | 12     |

### Constructeurs
| Pos. | Constructeur          | Punten |
| ---- | --------------------- | ------ |
| 1    | Red Bull-Honda        | 149    |
| 2    | Mercedes              | 148    |
| 3    | McLaren-Mercedes      | 80     |
| 4    | Ferrari               | 78     |
| 5    | Aston Martin-Mercedes | 19     |
| 6    | AlphaTauri-Honda      | 18     |
| 7    | Alpine-Renault        | 17     |
| 8    | Alfa Romeo-Ferrari    | 1      |
| 9    | Williams-Mercedes     | 0      |
| 10   | Haas-Ferrari          | 0      |